# Andries Snoek
Andries Snoek (Rotterdam, 14 november 1766 – Amsterdam, 3 januari 1829) was een Nederlands toneelspeler, die in het begin van de 19e eeuw gold als een van de belangrijkste tragediespelers van Europa. Met zijn vaste tegenspeelster Johanna Cornelia Wattier was hij het toonbeeld van de classicistische stijl van die tijd en bracht hij het toneel tot grote bloei. De Duitse toneelcriticus Christiaan Frederich Haug roemde Snoeks natuurlijke speelstijl, "met een vasten blik en een kunstrijke gebaardentaal".

## Biografische schets
Andries Snoek werd in 1766 in Rotterdam geboren als enige zoon van de schipper Jan Snoek en diens vrouw Helena de Ruyter. Jan Snoek was afkomstig uit het Duitse Emden en had zich enkele jaren daarvoor als wijnschipper in Rotterdam gevestigd. Hij overleed in 1780, waarna zijn weduwe een drankenhandel begon om in het levensonderhoud te voorzien. Behalve Andries telde het gezin vier dochters.

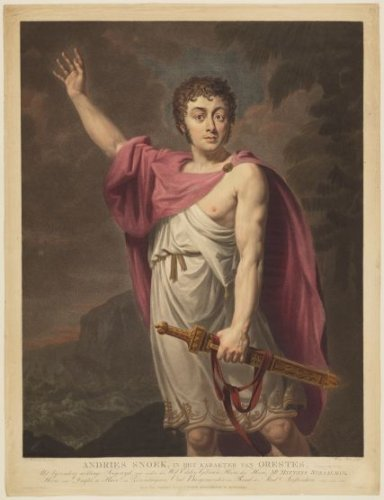
Andries Snoek als Orestes (J. Kamphuijsen, ca. 1800)

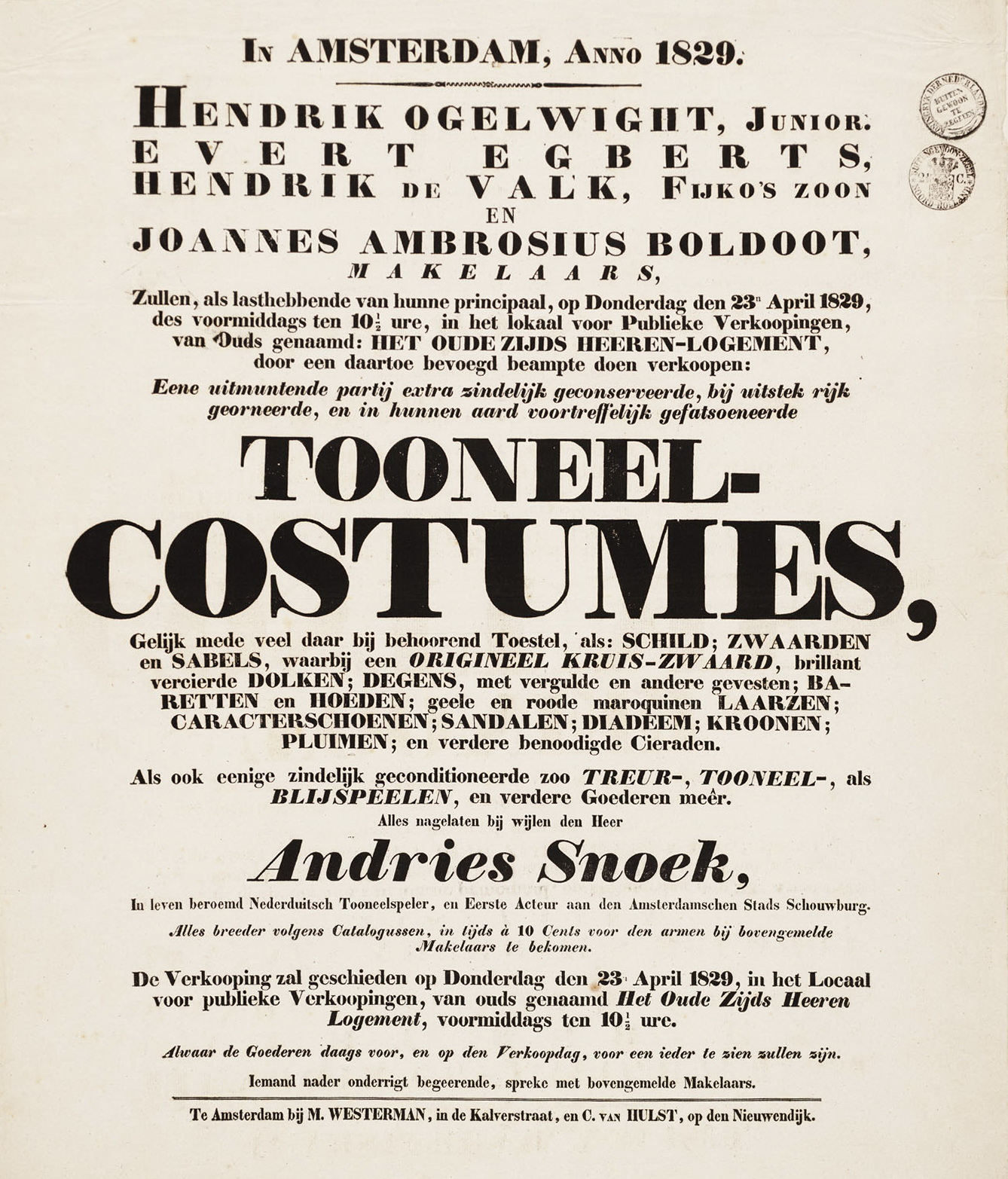
Veiling van Snoeks theaterkostuums, 1829

Met zijn twee jaar oudere zuster Helena Snoek speelde Andries omstreeks 1784 bij een Rotterdams amateurtheatergezelschap. Enkele jaren later sloten beiden zich aan bij het reizende beroepsgezelschap van Willem van Dinsen en zijn echtgenote Catharina Kraijesteijn. Hier leerde Andries de jonge acteur Theo Majofski kennen, met wie hij zijn leven lang bevriend zou blijven. In 1791 sloten Andries en Helena Snoek zich aan bij de Nederduitsche Acteurs van Ward Bingley, dat in het winterseizoen de Amsterdamse Stadsschouwburg bespeelde. Mogelijk speelde toen ook al het jongste zusje, Anna Maria Snoek, mee. Een jaar later richtte Andries Snoek een eigen gezelschap op, de Nederduitsche Tooneelisten, waarmee hij nog in hetzelfde jaar in de Rotterdamse Schouwburg debuteerde met het stuk Mensenhaat van August von Kotzebue. Begin 1793 sloot de Rotterdamse Schouwburg vanwege de oorlogsdreiging uit Frankrijk. Voor Snoek en zijn Nederduitsche Tooneelisten begon een periode van rondtrekken langs de diverse schouwburgen in de Noordelijke en Zuidelijke Nederlanden. Die periode eindigde toen hij in 1795 een contract kreeg aangeboden om de Amsterdamse Stadsschouwburg te bespelen.
Andries Snoek huwde omstreeks deze tijd Maria Hendrika Adams (1765?-1838), eveneens actrice, en een halfzuster van Johanna Christina Elisabeth Adams, de echtgenote van Snoeks vriend Majofski. Het huwelijk bleef kinderloos. In Amsterdam sloot Snoek zich aan bij de vrijmetselarij. Van 1796 tot 1804 was hij lid van de loge "La Bien Aimée".
Van 1811 tot 1820 was Snoek, samen met Theo Majofski en Johanna Wattier, verantwoordelijk voor het dagelijks bestuur van de Stadsschouwburg. Het repertoire werd aangepast aan de veranderde politieke situatie. In plaats van Duitse burgerlijke drama's werden Franse stukken gespeeld. Snoek genoot grote populariteit bij het Amsterdamse theaterpubliek. Na afloop van een voorstelling moest hij zich een weg banen door de menigte bewonderaars die hem in de vestibule opwachtte. Toen iemand hem eens via het raam van zijn rijtuig iets in zijn handen duwde, kwam hij er pas later achter dat het geschenk een gouden snuifdoos was, met zijn portret in briljanten gezet. Ook bij zijn collega's was Snoek zeer gezien. Nadat de Franse steracteur François-Joseph Talma hem de rol van de hogepriester Jojada in Racine's Athalie had zien vertolken, liet hij Snoek vol ontzag weten dat hij deze rol nooit meer zou durven vertolken.
In 1820 vierde Snoek zijn 25-jarig jubileum aan de Amsterdamse schouwburg. In dat jaar kocht hij het buitenverblijf "Bagatelle" aan de Lek bij Schalkwijk. Vanaf 1824 besloot hij het wat rustiger aan te gaan doen. Hij speelde alleen nog op zaterdagen, gaf af en toe acteerlessen en bracht veel tijd door op zijn buitenverblijf. Tegen het eind van zijn leven leed Snoek aan podagra, een vorm van jicht van het voet- en teengewricht. Op 3 september 1829 overleed hij onverwacht, nadat hij de avond tevoren nog een nieuwe rol aan het instuderen was geweest. De publieke belangstelling, zowel bij zijn begrafenis in de Zuiderkerk als bij de veiling van zijn theaterkostuums drie maanden later, was overweldigend.

## Nalatenschap
Van Andries Snoek zijn diverse geschilderde en gebeeldhouwde portretten bewaard gebleven (o.a. van Louis Moritz en Jan Willem Pieneman), waarvan er zich vier in de portrettengalerij van de Stadsschouwburg Amsterdam bevinden. Van zijn buitenhuis aan de Lek is niets meer over, nadat het door een brand in 1865 geheel verwoest werd. In de Amsterdamse wijk Slotervaart is een straat naar Andries Snoek genoemd.
- Biografisch Portaal: 03502660
- Digitale Bibliotheek voor de Nederlandse Letteren: snoe002
- Gemeinsame Normdatei: 138493626
- International Standard Name Identifier: 0000 0000 6188 7224
- Nederlandse Thesaurus van Auteursnamen: 070007748
- Virtual International Authority File: 90026957
- WorldCat: E39PBJdh6ryP879BdT3xpkkJjC